# 12811 Rigonistern
12811 Rigonistern eller 1996 CL7 är en asteroid i huvudbältet som upptäcktes den 14 februari 1996 av de båda italienska astronomerna Ulisse Munari och Maura Tombelli vid Cima Ekar-observatoriet. Den är uppkallad efter författaren Mario Rigoni Stern.
Asteroiden har en diameter på ungefär 3 kilometer.